# Festival de la Canción de Eurovisión 2006
El LI Festival de la Canción de Eurovisión tuvo lugar en el pabellón cubierto del Complejo Olímpico de Deportes de Atenas, Grecia, después de que su representante Helena Paparizou obtuviera la victoria con la canción My Number One en la edición de 2005 celebrada en Kiev (Ucrania). La semifinal se celebró el 18 de mayo de 2006 y la final el 20 de mayo de 2006. La organización corrió a cargo de la radiotelevisión griega ERT. El ganador del concurso fue el grupo finlandés Lordi, con su canción Hard Rock Hallelujah, seguidos del ruso Dima Bilán, que dos años después ganó Eurovisión 2008. Se da la circunstancia de que Lordi obtuvo 292 puntos, la cifra más alta obtenida por un ganador en la historia de Eurovisión en ese momento, después superada por Noruega en la edición de 2009. Hard Rock Hallelujah se convirtió en la primera canción hard rock en ganar el certamen, y además resultó ser la primera victoria de Finlandia tras 45 años de espera.
Los presentadores de esta edición fueron el popular cantante griego Sakis Rouvas –participante en las ediciones de 2004 y 2009– y la presentadora de televisión y actriz greco-estadounidense María Menounos. Helena Paparizou, que interpretó la canción ganadora en Kiev el año anterior, volvió al escenario de Eurovisión en Atenas. El evento contó con la intervención especial de Nana Mouskouri, encargada de abrir el intervalo de 10 minutos para el voto telefónico. Se editó un CD y un DVD oficial, así como un libro oficial con información detallada de cada país. Además, por primera vez se grabó el festival en formato de alta definición para los archivos del futuro, aunque en directo se retransmitió en definición estándar, que es la que se incluye también en el DVD oficial.
En esta edición, las consideradas grandes favoritas según las casas de apuestas, la artista sueca Carola (quien ya ganó en 1991), la belga Kate Ryan, la griega Anna Vissi y la francesa Virginie Pouchain no obtuvieron los resultados previstos. Con el añadido de que Kate Ryan no pasó de la semifinal.

## Países participantes

### Canciones y selección
| País y televisión         | Título original de la canción     | Artista                                | Proceso y fecha de selección                                 |
| País y televisión         | Traducción al español             | Idioma(s)                              | Proceso y fecha de selección                                 |
| ------------------------- | --------------------------------- | -------------------------------------- | ------------------------------------------------------------ |
| Albania RTSH              | Zjarr e ftohtë                    | Luiz Ejlli                             | Festivali i Këngës 44, 18-12-05                              |
| Albania RTSH              | Fuego y frío                      | Albanés                                | Festivali i Këngës 44, 18-12-05                              |
| Alemania ARD              | No, No, Never                     | Texas Lightning                        | Grand-Prix Vorentscheid 2006, 09-03-06                       |
| Alemania ARD              | No, no, nunca                     | Idioma inglés                          | Grand-Prix Vorentscheid 2006, 09-03-06                       |
| Andorra RTVA              | Sense tu                          | Jenny                                  | Elección interna                                             |
| Andorra RTVA              | Sin ti                            | Catalán                                | Elección interna                                             |
| Armenia AMPTV             | Without Your Love                 | André                                  | Elección interna                                             |
| Armenia AMPTV             | Sin tu amor                       | Inglés                                 | Elección interna                                             |
| Bélgica VRT               | Je t'adore                        | Kate Ryan                              | Eurosong '06, 19-02-06                                       |
| Bélgica VRT               | Te adoro                          | Inglés y Francés                       | Eurosong '06, 19-02-06                                       |
| Bielorrusia BTRC          | Mum                               | Polina Smolova                         | Final nacional, 10-02-06                                     |
| Bielorrusia BTRC          | Mamá                              | Inglés                                 | Final nacional, 10-02-06                                     |
| Bosnia y Herzegovina BHRT | Lejla                             | Hari Mata Hari                         | Elección interna                                             |
| Bosnia y Herzegovina BHRT | Leila                             | Bosnio                                 | Elección interna                                             |
| Bulgaria BNT              | Let Me Cry                        | Mariana Popova                         | Final nacional, 11-03-06                                     |
| Bulgaria BNT              | Déjame llorar                     | Inglés                                 | Final nacional, 11-03-06                                     |
| Chipre CyBC               | Why Angels Cry                    | Annet Artani                           | A Song for Europe, 22-02-06                                  |
| Chipre CyBC               | ¿Por qué lloran los ángeles?      | Inglés                                 | A Song for Europe, 22-02-06                                  |
| Croacia HRT               | Moja Štikla                       | Severina Vučković                      | Dora 2006, 04-03-06                                          |
| Croacia HRT               | Mi tacón de aguja                 | Croata                                 | Dora 2006, 04-03-06                                          |
| Dinamarca DR              | Twist Of Love                     | Sidsel Ben Semmane                     | Dansk Melodi Grand Prix 2006, 11-02-06                       |
| Dinamarca DR              | Twist de amor                     | Inglés                                 | Dansk Melodi Grand Prix 2006, 11-02-06                       |
| Eslovenia RTVSLO          | Mr. Nobody                        | Anžej Dežan                            | EMA 2006, 29-01-06                                           |
| Eslovenia RTVSLO          | Don Nadie                         | Inglés                                 | EMA 2006, 29-01-06                                           |
| España TVE                | Un Blodymary                      | Las Ketchup                            | Elección interna                                             |
| España TVE                | -                                 | Español                                | Elección interna                                             |
| Estonia ERR               | Through My Window                 | Sandra Oxenryd                         | Eurolaul 2006, 04-02-06                                      |
| Estonia ERR               | A través de mi ventana            | Inglés                                 | Eurolaul 2006, 04-02-06                                      |
| Finlandia YLE             | Hard Rock Hallelujah              | Lordi                                  | Euroviisut 2006, 10-03-06                                    |
| Finlandia YLE             | Hard Rock Aleluya                 | Inglés                                 | Euroviisut 2006, 10-03-06                                    |
| Francia France 3          | Il Était Temps                    | Virginie Pouchain                      | Et si c'était vous?, 14-03-06                                |
| Francia France 3          | Ya era hora                       | Francés                                | Et si c'était vous?, 14-03-06                                |
| Grecia ERT                | Everything                        | Anna Vissi                             | Elección interna                                             |
| Grecia ERT                | Todo                              | Inglés                                 | Elección interna                                             |
| Irlanda RTÉ               | Every Song Is a Cry For Love      | Brian Kennedy                          | The Late Late Show, 17-02-06 (cantante elegido internamente) |
| Irlanda RTÉ               | Toda canción es un llanto al amor | Inglés                                 | The Late Late Show, 17-02-06 (cantante elegido internamente) |
| Islandia RÚV              | Congratulations                   | Silvia Night                           | Laugardagslögin 2006, 18-02-06                               |
| Islandia RÚV              | Felicidades                       | Inglés                                 | Laugardagslögin 2006, 18-02-06                               |
| Israel IBA                | Together We Are One               | Eddie Butler                           | Kdam 2006, 15-03-06                                          |
| Israel IBA                | Juntos somos uno                  | Inglés                                 | Kdam 2006, 15-03-06                                          |
| Letonia LTV               | I Hear Your Heart                 | Cosmos                                 | Eirodziesma 2006, 11-03-06                                   |
| Letonia LTV               | Oigo tu corazón                   | Inglés                                 | Eirodziesma 2006, 11-03-06                                   |
| Lituania LRT              | We Are The Winners                | LT United                              | Final nacional, 04-03-06                                     |
| Lituania LRT              | Somos los ganadores               | Inglés                                 | Final nacional, 04-03-06                                     |
| Macedonia (ARY) MKRTV     | Ninanajna                         | Elena Risteska                         | Final nacional, 04-03-06                                     |
| Macedonia (ARY) MKRTV     | -                                 | Inglés y Macedonio                     | Final nacional, 04-03-06                                     |
| Malta PBS                 | I Do                              | Fabrizio Faniello                      | Song for Europe 2006, 04-02-06                               |
| Malta PBS                 | Yo sí                             | Inglés                                 | Song for Europe 2006, 04-02-06                               |
| Moldavia TRM              | Loca                              | Arsenium & Natalia Gordienko           | Final nacional, 15-03-06                                     |
| Moldavia TRM              | -                                 | Inglés y Español                       | Final nacional, 15-03-06                                     |
| Mónaco TMC                | La Coco-Dance                     | Séverine Ferrer                        | Elección interna                                             |
| Mónaco TMC                | El baile del coco                 | Francés y Tahitiano                    | Elección interna                                             |
| Noruega NRK               | Alvedansen                        | Christine Guldbrandsen                 | Melodi Grand Prix 2006, 04-02-06                             |
| Noruega NRK               | La danza de los elfos             | Noruego                                | Melodi Grand Prix 2006, 04-02-06                             |
| Países Bajos NOS          | Amambanda                         | Treble                                 | Nationaal Songfestival 2006, 12-03-06                        |
| Países Bajos NOS          | -                                 | Idioma Inventado e Inglés              | Nationaal Songfestival 2006, 12-03-06                        |
| Polonia TVP               | Follow My Heart                   | Ich Troje & Real McCoy                 | Final nacional, 28-01-06                                     |
| Polonia TVP               | Sigo a mi corazón                 | Inglés, Polaco, Español, Alemán y Ruso | Final nacional, 28-01-06                                     |
| Portugal RTP              | Coisas De Nada                    | Nonstop                                | Festival RTP da Canção 2006, 11-03-06                        |
| Portugal RTP              | Cosas sin importancia             | Portugués e Inglés                     | Festival RTP da Canção 2006, 11-03-06                        |
| Reino Unido BBC           | Teenage Life                      | Daz Sampson                            | Making Your Mind Up, 04-03-06                                |
| Reino Unido BBC           | Vida de adolescente               | Inglés                                 | Making Your Mind Up, 04-03-06                                |
| Rumania TVR               | Tornerò                           | Mihai Trăistariu                       | Final nacional, 26-02-06                                     |
| Rumania TVR               | Volveré                           | Inglés e Italiano                      | Final nacional, 26-02-06                                     |
| Rusia C1R                 | Never Let You Go                  | Dima Bilán                             | Elección interna                                             |
| Rusia C1R                 | Nunca te dejaré marchar           | Inglés                                 | Elección interna                                             |
| Suecia SVT                | Invincible                        | Carola                                 | Melodifestivalen 2006, 18-03-06                              |
| Suecia SVT                | Invencible                        | Inglés                                 | Melodifestivalen 2006, 18-03-06                              |
| Suiza SSR SRG             | If We All Give a Little           | Six4one                                | Elección interna                                             |
| Suiza SSR SRG             | Si todos damos un poco            | Inglés                                 | Elección interna                                             |
| Turquía TRT               | Süper Star                        | Sibel Tüzün                            | Elección interna                                             |
| Turquía TRT               | Superestrella                     | Turco                                  | Elección interna                                             |
| Ucrania NTU               | Show Me Your Love                 | Tina Karol                             | Final nacional, 11-03-06                                     |
| Ucrania NTU               | Muéstrame tu amor                 | Inglés                                 | Final nacional, 11-03-06                                     |

#### Artistas que regresan
- Carola: Participa por tercera ocasión representando a Suecia; en la edición de 1983 terminó en 3° lugar y fue declarada ganadora en 1991, tras haber empatado inicialmente con Francia.

- Anna Vissi: Su tercera participación en el festival, habiendo concursado en 1980 y 1982, por Grecia y Chipre respectivamente, otorgándole a este último, con la canción "Mono i agapi" un 5.º puesto, siendo su mejor resultado hasta ese momento.

- Fabrizio Faniello: Representó a Malta en 2001 quedando en 9° lugar.

- Ich Troje: Concursó en la edición de 2003 con la canción "Keine Grenzen-Żadnych granic" con la consiguieron entrar al top-10 en el 7° puesto.

- Eddie Butler: Formó parte de la banda Eden que representó a Israel en 1999.

- Viktoras Diawara (Integrante de LT United): formó parte del grupo Skamp que acudió al festival de 2001.

#### Idiomas
De los 37 temas participantes, 20 fueron interpretados en inglés, mientras que el resto en general lo hicieron en sus respectivos idiomas oficiales. Bélgica mezcló el inglés con el francés, Macedonia mezcló el inglés con el macedonio, Moldavia el inglés con el español, Polonia el inglés con frases en polaco, alemán, ruso y español. El tema de Mónaco contenía frases en tahitiano, idioma que participaba por primera ocasión. La entrada neerlandesa mezclaba el inglés con un idioma inventado.

## Celebración del festival

### Semifinal
La semifinal se realizó el 18 de mayo de 2006, en la que 23 semifinalistas en una sola gala intentaron llegar a la final, donde ya se encontraban, los 10 mejores del Festival del 2005 y el "Big Four" (Alemania, España, Francia y Reino Unido). Austria, Georgia, República Checa y Hungría declinaron participar. Armenia participó por primera vez, totalizando 24 el número de semifinalistas.
La semifinal inició con la actuación de un popurrí de Eurovisión con bailarines griegos y a los presentadores Sakis Rouvas y María Menounos interpretando "Love Shine a Light", canción ganadora de 1997. Después se dio inicio a la presentación de los semifinalistas y terminado esto, se dio paso a los 15 minutos para votar. Los resultados dados a conocer una vez que se terminó el festival, le otorgaron la victoria al grupo Lordi de Finlandia y el tema "Hard Rock Hallelujah" con un total de 292 puntos, incluidas 6 máximas puntuaciones. Esta fue la primera victoria para el país en una semifinal. El segundo lugar lo obtuvo el grupo representante de Bosnia y Herzegovina, Hari Mata Hari con 267 puntos, a pesar de obtener en 9 ocasiones los 12 puntos, siendo el mejor resultado absoluto para el país balcánico desde el 7° lugar en la edición de 1999. El tercer lugar fue para Rusia, el cuarto para Suecia y el quinto lugar fue a parar a la sorpresiva Lituania.
La otra sorpresa en la semifinal fue la eliminación de una de las grandes favoritas: Kate Ryan de Bélgica, quien solo pudo lograr el 12° lugar, dando controversia por un supuesto "boicot" durante la presentación, ya que en uno de los momentos clave de la interpretación, la transmisión falló y por unos segundos se mostró a la green room a lo cual se acuñó su eliminación.
| N.º | País                 | Intérprete(s)            | Canción                        | Lugar | Puntos |
| --- | -------------------- | ------------------------ | ------------------------------ | ----- | ------ |
| 01  | Armenia              | André                    | «Without Your Love»            | 6     | 150    |
| 02  | Bulgaria             | Mariana Popova           | «Let Me Cry»                   | 17    | 36     |
| 03  | Eslovenia            | Anžej Dežan              | «Mr. Nobody»                   | 16    | 49     |
| 04  | Andorra              | Jenny                    | «Sense Tu»                     | 23    | 8      |
| 05  | Bielorrusia          | Polina Smolova           | «Mum»                          | 22    | 10     |
| 06  | Albania              | Luiz Ejlli               | «Zjarr e Ftohtë»               | 14    | 58     |
| 07  | Bélgica              | Kate Ryan                | «Je T'adore»                   | 12    | 69     |
| 08  | Irlanda              | Brian Kennedy            | «Every Song Is a Cry For Love» | 9     | 79     |
| 09  | Chipre               | Annet Artani             | «Why Angels Cry»               | 15    | 57     |
| 10  | Mónaco               | Séverine Ferrer          | «La Coco-Dance»                | 21    | 14     |
| 11  | Macedonia (ARY)      | Elena Risteska           | «Ninanajna»                    | 10    | 76     |
| 12  | Polonia              | Ich Troje con Real McCoy | «Follow My Heart»              | 11    | 70     |
| 13  | Rusia                | Dima Bilán               | «Never Let You Go»             | 3     | 217    |
| 14  | Turquía              | Sibel Tüzün              | «Süper Star»                   | 8     | 91     |
| 15  | Ucrania              | Tina Karol               | «Show Me Your Love»            | 7     | 146    |
| 16  | Finlandia            | Lordi                    | «Hard Rock Hallelujah»         | 1     | 292    |
| 17  | Países Bajos         | Treble                   | «Amambanda»                    | 20    | 22     |
| 18  | Lituania             | LT United                | «We Are The Winners»           | 5     | 163    |
| 19  | Portugal             | Nonstop                  | «Coisas De Nada»               | 19    | 26     |
| 20  | Suecia               | Carola                   | «Invincible»                   | 4     | 214    |
| 21  | Estonia              | Sandra Oxenryd           | «Through My Window»            | 18    | 28     |
| 22  | Bosnia y Herzegovina | Hari Mata Hari           | «Lejla»                        | 2     | 267    |
| 23  | Islandia             | Silvia Night             | «Congratulations»              | 13    | 62     |

### Final

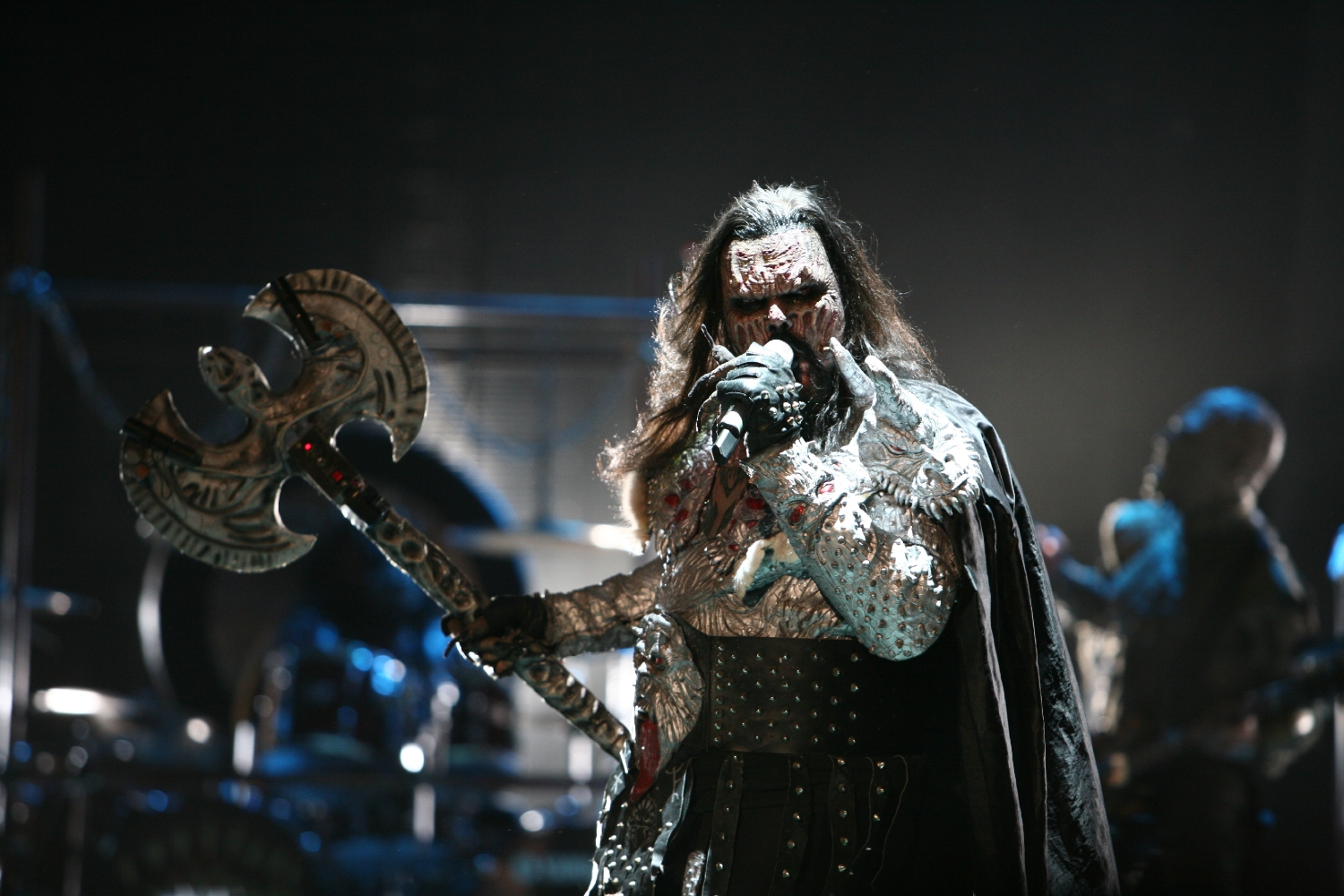
Lordi logró la victoria para Finlandia interpretando Hard Rock Hallelujah, ganador con 292 puntos

La final tuvo lugar el 20 de mayo de 2006. Los diez países clasificados en la semifinal participaron junto a los catorce clasificados directamente (Big Four, el anfitrión y los 9 países mejor posicionados en la edición de 2005). El show comenzó con la interpretación de "The Mermaid Song" por Foteini Darra con bailarines griegos y como acto secundario la participación de Helena Paparizou con "My Number One". Después se dio comienzo a la presentación de los 24 finalistas. Finalizado esto se dieron los 15 minutos para votar mientras en la sede se amenizaba el espectáculo con Helena Paparizou y su nuevo sencillo "Mambo!". Cada país votó a sus diez canciones votadas exclusivamente por televoto con 1-8, 10 y 12 puntos. Solo Albania y Mónaco votaron con jurado al no poder cumplir los requerimientos del televoto. Como novedad, a partir de esta edición, y como necesidad para acortar el tiempo excesivo de las votaciones, se dio que las puntuaciones del 1 al 7 se mostraban automáticamente en la pantalla y solo se mencionarían los 8, 10 y 12 puntos.
La victoria la obtendría el grupo de heavy metal Lordi, representando a Finlandia con un total de 292 puntos. Su tema "Hard Rock Hallelujah" daría la sorpresa al no ser considerada en las apuestas como favorita para el triunfo; aun así obtuvo la mejor puntuación de un ganador hasta ese momento. 8 países le dieron la máxima puntuación dándole al país nórdico su primera victoria en 45 años, siendo además la única vez en que el ganador obtiene una puntuación idéntica tanto en la semifinal como en la final. El segundo lugar fue a parar al ruso Dima Bilán con "Never Let You Go" y 248 puntos. El tercer lugar lo consiguió Lejla de Hari Mata Hari, con el que Bosnia y Herzegovina obtuvo su mejor resultado histórico. El top 5 lo acompletaron Rumania y la máxima favorita, Suecia.
- En negrita, países clasificados para la final de 2007.

| N.º | País                 | Intérprete(s)                | Canción                        | Lugar | Puntos |
| --- | -------------------- | ---------------------------- | ------------------------------ | ----- | ------ |
| 01  | Suiza                | Six4one                      | «If We All Give a Little»      | 17    | 30     |
| 02  | Moldavia             | Arsenium & Natalia Gordienko | «Loca»                         | 20    | 22     |
| 03  | Israel               | Eddie Butler                 | «Together We Are One»          | 23    | 4      |
| 04  | Letonia              | Cosmos                       | «I Hear Your Heart»            | 16    | 30     |
| 05  | Noruega              | Christine Guldbrandsen       | «Alvedansen»                   | 14    | 36     |
| 06  | España               | Las Ketchup                  | «Un Blodymary»                 | 21    | 18     |
| 07  | Malta                | Fabrizio Faniello            | «I Do»                         | 24    | 1      |
| 08  | Alemania             | Texas Lightning              | «No, No, Never»                | 15    | 36     |
| 09  | Dinamarca            | Sidsel Ben Semmane           | «Twist Of Love»                | 18    | 26     |
| 10  | Rusia                | Dima Bilán                   | «Never Let You Go»             | 2     | 248    |
| 11  | Macedonia (ARY)      | Elena Risteska               | «Ninanajna»                    | 12    | 56     |
| 12  | Rumania              | Mihai Trăistariu             | «Tornerò»                      | 4     | 172    |
| 13  | Bosnia y Herzegovina | Hari Mata Hari               | «Lejla»                        | 3     | 229    |
| 14  | Lituania             | LT United                    | «We Are The Winners»           | 6     | 162    |
| 15  | Reino Unido          | Daz Sampson                  | «Teenage Life»                 | 19    | 25     |
| 16  | Grecia               | Anna Vissi                   | «Everything»                   | 9     | 128    |
| 17  | Finlandia            | Lordi                        | «Hard Rock Hallelujah»         | 1     | 292    |
| 18  | Ucrania              | Tina Karol                   | «Show Me Your Love»            | 7     | 145    |
| 19  | Francia              | Virginie Pouchain            | «Il Était Temps»               | 22    | 5      |
| 20  | Croacia              | Severina                     | «Moja Štikla»                  | 13    | 56     |
| 21  | Irlanda              | Brian Kennedy                | «Every Song Is a Cry For Love» | 10    | 93     |
| 22  | Suecia               | Carola                       | «Invincible»                   | 5     | 170    |
| 23  | Turquía              | Sibel Tüzün                  | «Süper Star»                   | 11    | 91     |
| 24  | Armenia              | André                        | «Without Your Love»            | 8     | 129    |

Fuente: Festival de Eurovisión 2006 (www.esc-history.com)

### Tabla de votación

#### Final
| ......Participante..... | Pts. | Bandera de Eslovenia | Bandera de Andorra | Bandera de Rumania | Bandera de Dinamarca | Bandera de Letonia | Bandera de Portugal | Bandera de Suecia | Bandera de Finlandia | Bandera de Bélgica | Bandera de Croacia | Bandera de Serbia y Montenegro | Bandera de Noruega | Bandera de Estonia | Bandera de Irlanda | Bandera de Malta | Bandera de Lituania | Bandera de Chipre | Bandera de los Países Bajos | Bandera de Suiza | Bandera de Ucrania | Bandera de Rusia | Bandera de Polonia | Bandera del Reino Unido | Bandera de Armenia | Bandera de Francia | Bandera de Bielorrusia | Bandera de Alemania | Bandera de España | Bandera de Moldavia | Bandera de Bosnia y Herzegovina | Bandera de Islandia | Bandera de Mónaco | Bandera de Israel | Bandera de Albania | Bandera de Grecia | Bandera de Bulgaria | Bandera de Macedonia del Norte | Bandera de Turquía |
| ----------------------- | ---- | -------------------- | ------------------ | ------------------ | -------------------- | ------------------ | ------------------- | ----------------- | -------------------- | ------------------ | ------------------ | ------------------------------ | ------------------ | ------------------ | ------------------ | ---------------- | ------------------- | ----------------- | --------------------------- | ---------------- | ------------------ | ---------------- | ------------------ | ----------------------- | ------------------ | ------------------ | ---------------------- | ------------------- | ----------------- | ------------------- | ------------------------------- | ------------------- | ----------------- | ----------------- | ------------------ | ----------------- | ------------------- | ------------------------------ | ------------------ |
| Suiza                   | 30   | 0                    | 0                  | 0                  | 0                    | 0                  | 1                   | 0                 | 0                    | 0                  | 0                  | 0                              | 0                  | 0                  | 0                  | 12               | 0                   | 3                 | 0                           |                  | 0                  | 0                | 0                  | 0                       | 0                  | 0                  | 0                      | 0                   | 0                 | 0                   | 4                               | 0                   | 6                 | 4                 | 0                  | 0                 | 0                   | 0                              | 0                  |
| Moldavia                | 22   | 0                    | 0                  | 12                 | 0                    | 0                  | 3                   | 0                 | 0                    | 0                  | 0                  | 0                              | 0                  | 0                  | 0                  | 0                | 0                   | 0                 | 0                           | 0                | 0                  | 3                | 0                  | 0                       | 0                  | 0                  | 0                      | 0                   | 2                 |                     | 0                               | 0                   | 0                 | 0                 | 0                  | 1                 | 0                   | 0                              | 1                  |
| Israel                  | 4    | 0                    | 0                  | 0                  | 0                    | 0                  | 0                   | 0                 | 0                    | 0                  | 0                  | 0                              | 0                  | 0                  | 0                  | 0                | 0                   | 0                 | 0                           | 0                | 0                  | 0                | 0                  | 0                       | 0                  | 4                  | 0                      | 0                   | 0                 | 0                   | 0                               | 0                   | 0                 |                   | 0                  | 0                 | 0                   | 0                              | 0                  |
| Letonia                 | 30   | 0                    | 0                  | 0                  | 0                    |                    | 0                   | 0                 | 0                    | 0                  | 0                  | 0                              | 0                  | 3                  | 4                  | 0                | 8                   | 0                 | 0                           | 0                | 4                  | 1                | 0                  | 2                       | 0                  | 0                  | 0                      | 0                   | 0                 | 0                   | 0                               | 0                   | 8                 | 0                 | 0                  | 0                 | 0                   | 0                              | 0                  |
| Noruega                 | 36   | 0                    | 0                  | 0                  | 1                    | 6                  | 0                   | 2                 | 5                    | 0                  | 0                  | 0                              |                    | 0                  | 0                  | 0                | 0                   | 0                 | 0                           | 0                | 3                  | 7                | 0                  | 0                       | 1                  | 0                  | 1                      | 0                   | 0                 | 3                   | 0                               | 4                   | 1                 | 0                 | 0                  | 2                 | 0                   | 0                              | 0                  |
| España                  | 18   | 0                    | 12                 | 0                  | 0                    | 0                  | 0                   | 0                 | 0                    | 0                  | 0                  | 0                              | 0                  | 0                  | 0                  | 0                | 0                   | 0                 | 0                           | 0                | 0                  | 0                | 0                  | 0                       | 0                  | 0                  | 0                      | 0                   |                   | 0                   | 0                               | 0                   | 0                 | 0                 | 6                  | 0                 | 0                   | 0                              | 0                  |
| Malta                   | 1    | 0                    | 0                  | 0                  | 0                    | 0                  | 0                   | 0                 | 0                    | 0                  | 0                  | 0                              | 0                  | 0                  | 0                  |                  | 0                   | 0                 | 0                           | 0                | 0                  | 0                | 0                  | 0                       | 0                  | 0                  | 0                      | 0                   | 0                 | 0                   | 0                               | 0                   | 0                 | 0                 | 1                  | 0                 | 0                   | 0                              | 0                  |
| Alemania                | 36   | 0                    | 0                  | 0                  | 3                    | 3                  | 0                   | 0                 | 0                    | 1                  | 0                  | 0                              | 1                  | 0                  | 3                  | 0                | 0                   | 0                 | 3                           | 7                | 0                  | 0                | 0                  | 5                       | 0                  | 0                  | 0                      |                     | 5                 | 0                   | 0                               | 0                   | 0                 | 0                 | 5                  | 0                 | 0                   | 0                              | 0                  |
| Dinamarca               | 26   | 0                    | 0                  | 0                  |                      | 0                  | 0                   | 8                 | 3                    | 0                  | 0                  | 0                              | 6                  | 1                  | 0                  | 0                | 0                   | 0                 | 0                           | 0                | 0                  | 0                | 0                  | 0                       | 0                  | 0                  | 0                      | 0                   | 0                 | 0                   | 0                               | 8                   | 0                 | 0                 | 0                  | 0                 | 0                   | 0                              | 0                  |
| Rusia                   | 248  | 4                    | 6                  | 8                  | 2                    | 12                 | 7                   | 7                 | 12                   | 3                  | 7                  | 5                              | 3                  | 10                 | 5                  | 5                | 12                  | 8                 | 2                           | 0                | 12                 |                  | 10                 | 1                       | 12                 | 2                  | 12                     | 6                   | 7                 | 10                  | 6                               | 5                   | 0                 | 12                | 4                  | 8                 | 10                  | 8                              | 5                  |
| Macedonia (ARY)         | 56   | 6                    | 0                  | 0                  | 0                    | 0                  | 0                   | 0                 | 0                    | 0                  | 8                  | 8                              | 0                  | 0                  | 0                  | 0                | 0                   | 0                 | 0                           | 4                | 0                  | 0                | 0                  | 0                       | 7                  | 0                  | 0                      | 0                   | 0                 | 0                   | 8                               | 0                   | 0                 | 0                 | 3                  | 0                 | 6                   |                                | 6                  |
| Rumania                 | 172  | 5                    | 3                  |                    | 6                    | 2                  | 10                  | 6                 | 6                    | 2                  | 5                  | 4                              | 4                  | 4                  | 6                  | 10               | 1                   | 10                | 0                           | 1                | 1                  | 4                | 3                  | 6                       | 4                  | 7                  | 3                      | 5                   | 12                | 12                  | 2                               | 2                   | 0                 | 10                | 2                  | 7                 | 2                   | 2                              | 3                  |
| Bosnia y Herzegovina    | 229  | 12                   | 0                  | 7                  | 8                    | 0                  | 2                   | 10                | 10                   | 6                  | 12                 | 12                             | 8                  | 0                  | 2                  | 0                | 4                   | 2                 | 8                           | 12               | 10                 | 6                | 4                  | 0                       | 5                  | 6                  | 4                      | 7                   | 1                 | 5                   |                                 | 3                   | 12                | 2                 | 12                 | 6                 | 7                   | 12                             | 12                 |
| Lituania                | 162  | 3                    | 7                  | 0                  | 7                    | 10                 | 4                   | 3                 | 8                    | 4                  | 6                  | 3                              | 5                  | 8                  | 12                 | 1                |                     | 4                 | 6                           | 0                | 5                  | 5                | 8                  | 10                      | 0                  | 0                  | 6                      | 1                   | 4                 | 4                   | 0                               | 10                  | 7                 | 3                 | 0                  | 4                 | 1                   | 3                              | 0                  |
| Reino Unido             | 25   | 0                    | 2                  | 0                  | 4                    | 1                  | 0                   | 0                 | 0                    | 0                  | 1                  | 0                              | 2                  | 2                  | 8                  | 3                | 0                   | 1                 | 0                           | 0                | 0                  | 0                | 1                  |                         | 0                  | 0                  | 0                      | 0                   | 0                 | 0                   | 0                               | 0                   | 0                 | 0                 | 0                  | 0                 | 0                   | 0                              | 0                  |
| Grecia                  | 128  | 0                    | 1                  | 10                 | 0                    | 0                  | 0                   | 4                 | 1                    | 10                 | 0                  | 6                              | 0                  | 0                  | 0                  | 8                | 3                   | 12                | 5                           | 5                | 0                  | 0                | 0                  | 7                       | 8                  | 5                  | 2                      | 8                   | 0                 | 1                   | 1                               | 0                   | 0                 | 0                 | 8                  |                   | 12                  | 7                              | 4                  |
| Finlandia               | 292  | 8                    | 10                 | 4                  | 12                   | 8                  | 6                   | 12                |                      | 8                  | 10                 | 7                              | 12                 | 12                 | 10                 | 7                | 10                  | 5                 | 7                           | 8                | 7                  | 8                | 12                 | 12                      | 0                  | 8                  | 7                      | 10                  | 10                | 6                   | 7                               | 12                  | 0                 | 7                 | 0                  | 12                | 5                   | 6                              | 7                  |
| Ucrania                 | 145  | 2                    | 5                  | 3                  | 0                    | 5                  | 12                  | 1                 | 2                    | 0                  | 4                  | 2                              | 0                  | 5                  | 1                  | 2                | 7                   | 6                 | 1                           | 0                |                    | 10               | 6                  | 0                       | 10                 | 0                  | 10                     | 0                   | 3                 | 8                   | 5                               | 6                   | 2                 | 6                 | 0                  | 5                 | 3                   | 5                              | 8                  |
| Francia                 | 5    | 0                    | 0                  | 0                  | 0                    | 0                  | 0                   | 0                 | 0                    | 0                  | 0                  | 0                              | 0                  | 0                  | 0                  | 0                | 0                   | 0                 | 0                           | 0                | 0                  | 0                | 0                  | 0                       | 2                  |                    | 0                      | 0                   | 0                 | 0                   | 0                               | 0                   | 3                 | 0                 | 0                  | 0                 | 0                   | 0                              | 0                  |
| Croacia                 | 56   | 10                   | 0                  | 0                  | 0                    | 0                  | 0                   | 0                 | 0                    | 0                  |                    | 10                             | 0                  | 0                  | 0                  | 0                | 0                   | 0                 | 0                           | 6                | 0                  | 0                | 0                  | 0                       | 0                  | 0                  | 0                      | 2                   | 0                 | 0                   | 12                              | 0                   | 4                 | 0                 | 0                  | 0                 | 0                   | 10                             | 2                  |
| Irlanda                 | 93   | 1                    | 4                  | 2                  | 5                    | 4                  | 5                   | 5                 | 4                    | 0                  | 2                  | 0                              | 7                  | 6                  |                    | 4                | 6                   | 0                 | 4                           | 3                | 2                  | 0                | 2                  | 8                       | 3                  | 1                  | 0                      | 4                   | 0                 | 0                   | 0                               | 1                   | 10                | 0                 | 0                  | 0                 | 0                   | 0                              | 0                  |
| Suecia                  | 170  | 7                    | 8                  | 5                  | 10                   | 7                  | 8                   |                   | 7                    | 5                  | 3                  | 1                              | 10                 | 7                  | 7                  | 6                | 5                   | 0                 | 0                           | 2                | 6                  | 2                | 7                  | 4                       | 6                  | 3                  | 5                      | 0                   | 6                 | 2                   | 3                               | 7                   | 5                 | 5                 | 10                 | 0                 | 0                   | 1                              | 0                  |
| Turquía                 | 91   | 0                    | 0                  | 6                  | 0                    | 0                  | 0                   | 0                 | 0                    | 7                  | 0                  | 0                              | 0                  | 0                  | 0                  | 0                | 0                   | 0                 | 12                          | 10               | 0                  | 0                | 0                  | 3                       | 0                  | 12                 | 0                      | 12                  | 0                 | 0                   | 10                              | 0                   | 0                 | 1                 | 7                  | 3                 | 4                   | 4                              |                    |
| Armenia                 | 129  | 0                    | 0                  | 1                  | 0                    | 0                  | 0                   | 0                 | 0                    | 12                 | 0                  | 0                              | 0                  | 0                  | 0                  | 0                | 2                   | 7                 | 10                          | 0                | 8                  | 12               | 5                  | 0                       |                    | 10                 | 8                      | 3                   | 8                 | 7                   | 0                               | 0                   | 0                 | 8                 | 0                  | 10                | 8                   | 0                              | 10                 |

#### Semifinal
| ......Participante..... | Pts. | Bandera de Armenia | Bandera de Bulgaria | Bandera de Eslovenia | Bandera de Andorra | Bandera de Bielorrusia | Bandera de Albania | Bandera de Bélgica | Bandera de Irlanda | Bandera de Chipre | Bandera de Mónaco | Bandera de Macedonia del Norte | Bandera de Polonia | Bandera de Rusia | Bandera de Turquía | Bandera de Ucrania | Bandera de Finlandia | Bandera de los Países Bajos | Bandera de Lituania | Bandera de Portugal | Bandera de Suecia | Bandera de Estonia | Bandera de Bosnia y Herzegovina | Bandera de Islandia | Bandera de Rumania | Bandera de Dinamarca | Bandera de Letonia | Bandera de Croacia | Bandera de Serbia y Montenegro | Bandera de Noruega | Bandera de Malta | Bandera de Suiza | Bandera del Reino Unido | Bandera de Francia | Bandera de Alemania | Bandera de España | Bandera de Moldavia | Bandera de Israel | Bandera de Grecia |
| ----------------------- | ---- | ------------------ | ------------------- | -------------------- | ------------------ | ---------------------- | ------------------ | ------------------ | ------------------ | ----------------- | ----------------- | ------------------------------ | ------------------ | ---------------- | ------------------ | ------------------ | -------------------- | --------------------------- | ------------------- | ------------------- | ----------------- | ------------------ | ------------------------------- | ------------------- | ------------------ | -------------------- | ------------------ | ------------------ | ------------------------------ | ------------------ | ---------------- | ---------------- | ----------------------- | ------------------ | ------------------- | ----------------- | ------------------- | ----------------- | ----------------- |
| Armenia                 | 150  |                    | 8                   | 0                    | 0                  | 7                      | 3                  | 12                 | 0                  | 12                | 0                 | 0                              | 3                  | 12               | 10                 | 7                  | 0                    | 12                          | 0                   | 0                   | 3                 | 0                  | 0                               | 0                   | 2                  | 0                    | 0                  | 0                  | 0                              | 0                  | 0                | 3                | 3                       | 12                 | 7                   | 12                | 2                   | 10                | 10                |
| Bulgaria                | 36   | 0                  |                     | 0                    | 0                  | 0                      | 8                  | 0                  | 0                  | 8                 | 0                 | 6                              | 0                  | 0                | 1                  | 0                  | 0                    | 0                           | 0                   | 1                   | 0                 | 0                  | 0                               | 0                   | 0                  | 0                    | 0                  | 0                  | 0                              | 0                  | 0                | 0                | 0                       | 4                  | 0                   | 5                 | 0                   | 0                 | 3                 |
| Eslovenia               | 49   | 2                  | 0                   |                      | 0                  | 2                      | 7                  | 0                  | 0                  | 0                 | 3                 | 3                              | 0                  | 0                | 0                  | 2                  | 1                    | 0                           | 0                   | 0                   | 0                 | 0                  | 7                               | 0                   | 0                  | 0                    | 0                  | 6                  | 7                              | 0                  | 5                | 0                | 0                       | 0                  | 0                   | 0                 | 0                   | 4                 | 0                 |
| Andorra                 | 8    | 0                  | 0                   | 0                    |                    | 0                      | 0                  | 0                  | 0                  | 0                 | 0                 | 0                              | 0                  | 0                | 0                  | 0                  | 0                    | 0                           | 0                   | 0                   | 0                 | 0                  | 0                               | 0                   | 0                  | 0                    | 0                  | 0                  | 0                              | 0                  | 0                | 0                | 0                       | 0                  | 0                   | 8                 | 0                   | 0                 | 0                 |
| Bielorrusia             | 10   | 0                  | 0                   | 0                    | 0                  |                        | 0                  | 0                  | 0                  | 0                 | 0                 | 0                              | 0                  | 6                | 0                  | 1                  | 0                    | 0                           | 0                   | 0                   | 0                 | 0                  | 0                               | 0                   | 0                  | 0                    | 0                  | 0                  | 0                              | 0                  | 0                | 0                | 0                       | 0                  | 0                   | 0                 | 3                   | 0                 | 0                 |
| Albania                 | 58   | 1                  | 0                   | 1                    | 0                  | 0                      |                    | 0                  | 0                  | 0                 | 0                 | 12                             | 0                  | 2                | 3                  | 0                  | 0                    | 0                           | 0                   | 0                   | 2                 | 0                  | 5                               | 0                   | 0                  | 0                    | 0                  | 7                  | 0                              | 3                  | 0                | 10               | 2                       | 0                  | 3                   | 0                 | 0                   | 0                 | 7                 |
| Bélgica                 | 69   | 0                  | 0                   | 5                    | 7                  | 0                      | 0                  |                    | 5                  | 1                 | 6                 | 0                              | 4                  | 0                | 0                  | 0                  | 3                    | 7                           | 2                   | 2                   | 5                 | 3                  | 0                               | 4                   | 0                  | 3                    | 0                  | 0                  | 0                              | 0                  | 8                | 0                | 0                       | 3                  | 0                   | 2                 | 0                   | 0                 | 0                 |
| Irlanda                 | 79   | 0                  | 0                   | 3                    | 0                  | 0                      | 1                  | 3                  |                    | 0                 | 7                 | 0                              | 2                  | 1                | 0                  | 0                  | 4                    | 3                           | 4                   | 4                   | 1                 | 6                  | 0                               | 2                   | 0                  | 5                    | 4                  | 0                  | 1                              | 6                  | 6                | 2                | 8                       | 0                  | 0                   | 0                 | 1                   | 5                 | 0                 |
| Chipre                  | 57   | 7                  | 2                   | 0                    | 0                  | 1                      | 4                  | 0                  | 0                  |                   | 10                | 0                              | 0                  | 0                | 0                  | 3                  | 0                    | 0                           | 0                   | 0                   | 0                 | 0                  | 0                               | 0                   | 4                  | 0                    | 0                  | 0                  | 0                              | 0                  | 4                | 1                | 7                       | 0                  | 2                   | 0                 | 0                   | 0                 | 12                |
| Mónaco                  | 14   | 0                  | 0                   | 0                    | 3                  | 0                      | 0                  | 0                  | 0                  | 0                 |                   | 0                              | 1                  | 0                | 0                  | 0                  | 0                    | 0                           | 0                   | 0                   | 0                 | 2                  | 0                               | 0                   | 0                  | 0                    | 0                  | 0                  | 0                              | 0                  | 0                | 0                | 0                       | 8                  | 0                   | 0                 | 0                   | 0                 | 0                 |
| Macedonia (ARY)         | 76   | 8                  | 5                   | 8                    | 0                  | 0                      | 12                 | 0                  | 0                  | 0                 | 0                 |                                | 0                  | 0                | 8                  | 0                  | 0                    | 0                           | 0                   | 0                   | 0                 | 0                  | 10                              | 0                   | 1                  | 0                    | 0                  | 8                  | 10                             | 0                  | 0                | 6                | 0                       | 0                  | 0                   | 0                 | 0                   | 0                 | 0                 |
| Polonia                 | 70   | 3                  | 0                   | 0                    | 0                  | 4                      | 0                  | 1                  | 7                  | 0                 | 0                 | 0                              |                    | 5                | 0                  | 10                 | 0                    | 2                           | 8                   | 0                   | 0                 | 0                  | 0                               | 3                   | 0                  | 0                    | 3                  | 0                  | 0                              | 2                  | 1                | 0                | 1                       | 2                  | 6                   | 4                 | 4                   | 2                 | 2                 |
| Rusia                   | 217  | 12                 | 12                  | 4                    | 4                  | 12                     | 0                  | 2                  | 4                  | 10                | 0                 | 5                              | 8                  |                  | 4                  | 12                 | 6                    | 1                           | 12                  | 7                   | 7                 | 10                 | 4                               | 6                   | 7                  | 1                    | 12                 | 3                  | 6                              | 4                  | 7                | 0                | 0                       | 0                  | 5                   | 0                 | 12                  | 12                | 5                 |
| Turquía                 | 91   | 0                  | 1                   | 0                    | 0                  | 0                      | 6                  | 8                  | 0                  | 0                 | 0                 | 8                              | 0                  | 0                |                    | 0                  | 0                    | 10                          | 0                   | 0                   | 0                 | 0                  | 12                              | 0                   | 10                 | 6                    | 0                  | 0                  | 0                              | 1                  | 0                | 8                | 0                       | 10                 | 8                   | 0                 | 0                   | 3                 | 0                 |
| Ucrania                 | 146  | 10                 | 3                   | 2                    | 6                  | 10                     | 0                  | 0                  | 3                  | 6                 | 2                 | 2                              | 6                  | 10               | 7                  |                    | 2                    | 0                           | 6                   | 10                  | 0                 | 4                  | 3                               | 5                   | 8                  | 0                    | 6                  | 2                  | 5                              | 0                  | 3                | 0                | 0                       | 0                  | 0                   | 3                 | 10                  | 8                 | 4                 |
| Finlandia               | 292  | 0                  | 7                   | 10                   | 10                 | 8                      | 0                  | 10                 | 10                 | 7                 | 0                 | 7                              | 12                 | 8                | 6                  | 6                  |                      | 6                           | 10                  | 8                   | 12                | 12                 | 8                               | 12                  | 5                  | 10                   | 8                  | 10                 | 8                              | 8                  | 10               | 5                | 12                      | 5                  | 12                  | 10                | 5                   | 7                 | 8                 |
| Países Bajos            | 22   | 4                  | 0                   | 0                    | 2                  | 0                      | 2                  | 4                  | 0                  | 3                 | 0                 | 0                              | 0                  | 0                | 5                  | 0                  | 0                    |                             | 1                   | 0                   | 0                 | 0                  | 0                               | 1                   | 0                  | 0                    | 0                  | 0                  | 0                              | 0                  | 0                | 0                | 0                       | 0                  | 0                   | 0                 | 0                   | 0                 | 0                 |
| Lituania                | 163  | 0                  | 6                   | 6                    | 5                  | 6                      | 0                  | 7                  | 12                 | 4                 | 4                 | 4                              | 10                 | 4                | 2                  | 5                  | 8                    | 5                           |                     | 5                   | 4                 | 8                  | 2                               | 8                   | 3                  | 4                    | 10                 | 5                  | 3                              | 5                  | 0                | 0                | 10                      | 0                  | 1                   | 0                 | 6                   | 0                 | 1                 |
| Portugal                | 26   | 0                  | 0                   | 0                    | 12                 | 0                      | 0                  | 0                  | 0                  | 0                 | 0                 | 0                              | 0                  | 0                | 0                  | 0                  | 0                    | 0                           | 0                   |                     | 0                 | 0                  | 0                               | 0                   | 0                  | 0                    | 0                  | 0                  | 0                              | 0                  | 0                | 7                | 0                       | 7                  | 0                   | 0                 | 0                   | 0                 | 0                 |
| Suecia                  | 214  | 6                  | 4                   | 7                    | 8                  | 5                      | 5                  | 5                  | 8                  | 2                 | 8                 | 1                              | 7                  | 3                | 0                  | 4                  | 10                   | 4                           | 5                   | 12                  |                   | 7                  | 6                               | 10                  | 6                  | 12                   | 5                  | 4                  | 4                              | 10                 | 12               | 4                | 6                       | 0                  | 4                   | 7                 | 7                   | 6                 | 0                 |
| Estonia                 | 28   | 0                  | 0                   | 0                    | 0                  | 0                      | 0                  | 0                  | 1                  | 0                 | 5                 | 0                              | 0                  | 0                | 0                  | 0                  | 5                    | 0                           | 0                   | 0                   | 8                 |                    | 0                               | 0                   | 0                  | 2                    | 7                  | 0                  | 0                              | 0                  | 0                | 0                | 0                       | 0                  | 0                   | 0                 | 0                   | 0                 | 0                 |
| Bosnia y Herzegovina    | 267  | 5                  | 10                  | 12                   | 1                  | 3                      | 10                 | 6                  | 6                  | 5                 | 12                | 10                             | 5                  | 7                | 12                 | 8                  | 12                   | 8                           | 3                   | 6                   | 10                | 1                  |                                 | 7                   | 12                 | 8                    | 2                  | 12                 | 12                             | 12                 | 2                | 12               | 4                       | 6                  | 10                  | 1                 | 8                   | 1                 | 6                 |
| Islandia                | 62   | 0                  | 0                   | 0                    | 0                  | 0                      | 0                  | 0                  | 2                  | 0                 | 1                 | 0                              | 0                  | 0                | 0                  | 0                  | 7                    | 0                           | 7                   | 3                   | 6                 | 5                  | 1                               |                     | 0                  | 7                    | 1                  | 1                  | 2                              | 7                  | 0                | 0                | 5                       | 1                  | 0                   | 6                 | 0                   | 0                 | 0                 |

- Los siguientes países votaron mediante Jurado y no Televoto (al no cumplir los requisitos de este último)

 Albania
 Mónaco

### Máximas puntuaciones
Tras la votación los países que recibieron 12 puntos (máxima puntuación que podía otorgar el televoto) fueron:

#### Final
| N. | A                    | De                                                                                        |
| -- | -------------------- | ----------------------------------------------------------------------------------------- |
| 8  | Bosnia y Herzegovina | Eslovenia, Croacia, Serbia y Montenegro, Suiza, Mónaco, Albania, Macedonia (ARY), Turquía |
| 8  | Finlandia            | Dinamarca, Suecia, Noruega, Estonia, Polonia, Reino Unido, Islandia, Grecia               |
| 7  | Rusia                | Letonia, Finlandia, Lituania, Ucrania, Armenia, Bielorrusia, Israel                       |
| 3  | Turquía              | Países Bajos, Francia, Alemania                                                           |
| 2  | Armenia              | Bélgica, Rusia                                                                            |
| 2  | Grecia               | Chipre, Bulgaria                                                                          |
| 2  | Rumania              | España, Moldavia                                                                          |
| 1  | Croacia              | Bosnia y Herzegovina                                                                      |
| 1  | España               | Andorra                                                                                   |
| 1  | Lituania             | Irlanda                                                                                   |
| 1  | Moldavia             | Rumania                                                                                   |
| 1  | Suiza                | Malta                                                                                     |
| 1  | Ucrania              | Portugal                                                                                  |

#### Semifinal
| N. | A                    | De                                                                                           |
| -- | -------------------- | -------------------------------------------------------------------------------------------- |
| 9  | Bosnia y Herzegovina | Croacia, Eslovenia, Finlandia, Mónaco, Noruega, Rumania, Serbia y Montenegro, Suiza, Turquía |
| 8  | Rusia                | Armenia, Bulgaria, Bielorrusia, Israel, Letonia, Lituania, Moldavia, Ucrania                 |
| 6  | Armenia              | Bélgica, Chipre, España, Francia, Países Bajos, Rusia                                        |
| 6  | Finlandia            | Alemania, Estonia, Islandia, Polonia, Reino Unido, Suecia                                    |
| 3  | Suecia               | Dinamarca, Malta, Portugal                                                                   |
| 1  | Albania              | Macedonia (ARY)                                                                              |
| 1  | Chipre               | Grecia                                                                                       |
| 1  | Lituania             | Irlanda                                                                                      |
| 1  | Macedonia (ARY)      | Albania                                                                                      |
| 1  | Portugal             | Andorra                                                                                      |
| 1  | Turquía              | Bosnia y Herzegovina                                                                         |

### Orden de votación
| Orden de votación | Orden de votación | Orden de votación | Orden de votación                                                                                      | Orden de votación |
| --- | --- | --- | --- | ----------------- |
| 1. Eslovenia 2. Andorra 3. Rumania 4. Dinamarca 5. Letonia 6. Portugal 7. Suecia 8. Finlandia 9. Bélgica 10. Croacia | 11. Serbia y Montenegro* 12. Noruega 13. Estonia 14. Irlanda 15. Malta 16. Lituania 17. Chipre 18. Países Bajos 19. Suiza 20. Ucrania | 21. Rusia 22. Polonia 23. Reino Unido 24. Armenia 25. Francia 26. Bielorrusia 27. Alemania 28. España 29. Moldavia 30. Bosnia y Herzegovina | 31. Islandia 32. Mónaco 33. Israel 34. Albania 35. Grecia 36. Bulgaria 37. Macedonia (FYR) 38. Turquía |                   |

## Controversias

### Candidatura islandesa
Durante su presencia en Atenas, Silvia Night, la participante islandesa, tuvo un comportamiento agresivo y provocador hacia los técnicos y periodistas, llamándolos "fucking amateurs" (Malditos aficionados). Sin embargo, el mayor enfado por parte de la prensa vino cuando sobre el escenario, Silvía dijo "Fuck you, you fucking retards" (Váyanse a la mierda, malditos retrasados). Los participantes, sin saber que Silvia Night era realmente un personaje confundieron su comportamiento como real, por no hablar de que la frase "fucking retards" fue mal interpretada como "fucking greeks (griegos)". Los medios de comunicación criticaron y atacaron a la cantante, pensando que era problemática y grosera (una reacción similar a cómo fue recibida por primera vez en su país antes de ser famosa) y que había ofendido a Grecia y su pueblo. Durante la conferencia de prensa que dio luego, ordenó a los periodistas que no la miraran a los ojos. Uno de ellos lo hizo y ella ordenó a su "guardaespaldas" que lo sacara del salón inmediatamente.
Al enterarse de que no había sido elegida para formar parte de la final, Silvía fue entrevistada por varios periodistas de distintos países. En esa ocasión dijo:

Ungrateful bastards... You voted for ugly people from Finland who don't even have a real make-up artist. You don't voted me because I'm not a slut from Holland and I'm not an ugly, fucking-old bitch from Sweden.
Traducido como: Desagradecidos de mierda... Votaron a unos feos de Finlandia que ni siquiera tienen un buen maquillaje. No me votaron porque no soy una puta de Holanda ni tampoco una maldita vieja fea de Suecia. Esto último en referencia a la representante de Suecia, Carola Häggkvist

. Se refería también a la banda heavy Lordi, que ganarían Eurovisión al sábado siguiente, y a las representantes holandesas que, sin embargo, tampoco se habían clasificado.
Los periodistas asombrados, no daban crédito a las palabras de Silvía y uno de ellos comentó que sus declaraciones no eran muy afortunadas, a lo que ella respondió gritándole fuck you!.
Después de acusar a los periodistas de la televisión griega de difundir mentiras sobre sus insultos mal interpretados de Grecia, declaró: voy a demandarlos, a ustedes, y voy a demandar al Festival y todos ustedes irán a la cárcel.
Silvia también declaró que la única razón por la que Carola se clasificó para la Gran Final fue que tuvo relaciones sexuales con el jefe de la UER en un automóvil antes de la competencia. A la pregunta sobre si ella estaba hablando en serio, respondió: "Sí. Los vi en un coche justo fuera de mi habitación del hotel. Lo que está haciendo es terrible... Es su culpa que yo no haya pasado de ronda. Me ha estado copiando desde que llegué aquí." Medios de comunicación españoles publicaron esta noticia como si fuese realmente relevante o escandalosa, en vez de hablar de los países que se habían clasificado para la final, o de las sorpresas como el no pase de Kate Ryan, que aun así quedó por encima de Silvia.
Otra controversia se desató ya que en una estrofa de la canción (Congratulations), ella afirma I'll fucking win: la estrofa tuvo que ser cambiada a última hora porque las reglas del Festival impiden participar a canciones cuyo contenido sea ofensivo, racista, religioso o de índole sexual. En su página web, Silvía dijo: I'll fucking say what I fucking want, sin embargo, en la gala semifinal, se la oyó cantar I'll freaking win, con lo que acataba la decisión de cambiar la letra.